# ブラッドリー・エラスマス
ブラッドリー・エラスマス（Bradley Erasmus　1988年7月6日 - ）は南アフリカ共和国出身の野球選手。右投右打。ポジションは捕手。
弟は、第2回WBCの南アフリカ共和国代表で投手を務めたジャスティン・エラスムスである。
2006年のWBCでは将来性も考えて若手を多く起用したいというマグナンテ監督の意向により、南アフリカ代表に現役高校生として選出され、メキシコ戦では代打で出場した。